# 샘 매퀸
새뮤얼 제임스 "샘" 매퀸(영어: Samuel James "Sam" McQueen, 1995년 2월 6일 사우샘프턴 ~ )은 잉글랜드의 전 축구 선수이다. 현역 시절 포지션은 왼쪽 수비수, 윙어였다.
매퀸은 미들즈브러 FC 임대 기간 동안 겪은 무릎 부상에서 회복하지 못했고, 결국 2022년 사우샘프턴 FC과의 계약 만료와 함께 은퇴를 선언하였다.